# George Lind
George Lind III (* 1977) ist ein professioneller US-amerikanischer Pokerspieler.

## Persönliches
Lind studierte Informatik und arbeitete bis 2001 als Programmierer. Er stammt aus Gilbert im US-Bundesstaat Arizona. Der Amerikaner ist verheiratet und lebt in Chandler in Arizona.

## Pokerkarriere
Lind spielt auf der Onlineplattform PokerStars unter dem Nickname Jorj95. Er beherrscht die Varianten Stud, Hold’em, Omaha und Triple Draw. Durch jahrelanges Spielen um hohe Einsätze an mehreren Tischen gleichzeitig erreichte er auf PokerStars als erster Spieler die Marke von 10 Millionen Frequent-Player-Punkten, die man für das Spielen an Echtgeldtischen erhielt. Damit war er neben Randy Lew der einzige Spieler in der PokerStars VIP Club Hall of Fame. Zudem war Lind bis April 2017 Teil des Team PokerStars.
Seine ersten Geldplatzierungen bei Live-Turnieren erzielte Lind Anfang Juli 2007 bei der World Series of Poker (WSOP) im Rio All-Suite Hotel and Casino am Las Vegas Strip. Mitte April 2008 belegte er beim Main Event der European Poker Tour in Monte-Carlo den mit 28.000 Euro dotierten 13. Platz. Bei der WSOP 2008 kam der Amerikaner zweimal, bei der WSOP 2010 fünfmal in die Geldränge. Bei der WSOP 2011 erreichte er zwei Finaltische: Bei der Omaha Hi-Lo Championship wurde er Zweiter und erhielt knapp 300.000 US-Dollar, knapp einen Monat später beendete er die renommierte Poker Player’s Championship als Sechster und wurde mit rund 300.000 US-Dollar prämiert. Seitdem blieben größere Turniererfolge aus. Seine bis dato letzte Geldplatzierung erzielte er im August 2018.
Insgesamt hat sich Lind mit Poker bei Live-Turnieren knapp 850.000 US-Dollar erspielt.